# 바비 에즈 더 아일랜드 프린세스
바비 에즈 더 아일랜드 프린세스(Barbie as the Island Princess)는 미국에서 제작된 그렉 리처드슨 감독의 2007년 애니메이션, 가족 영화이다. 켈리 쉐리던 등이 주연으로 출연하였다.

## 출연

### 주연
- 켈리 쉐리던
- 멜리사 라이온즈
- 알레산드로 줄리아니

### 조연
- 크리스토퍼 게이즈
- 수잔 로만
- 게리 초크
- 러셀 로버츠
- 패트리시아 드레이크
- 브릿 맥킬립
- 칼리 맥킬립
- 챈털 스트랜드
- 안드리아 마틴

## 같이 보기
- 바비 (애니메이션 영화 시리즈)